# Лужна (район Раковник)

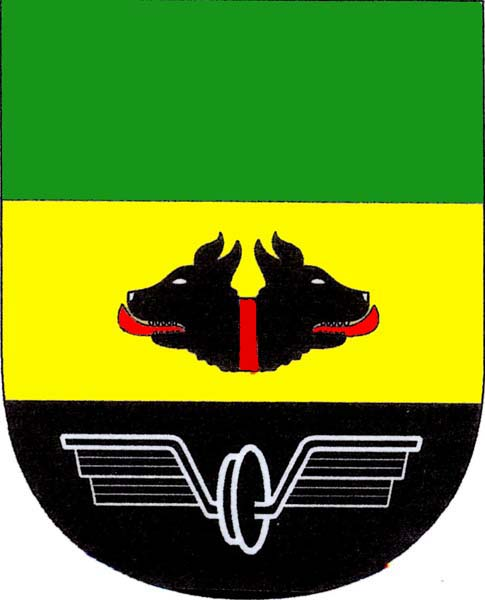

Лужна (чеш. Lužná) — один из муниципалитетов района Раковник Среднечешского края Чешской Республики.
Здесь проживает 1810 жителей (2006). Расположен муниципалитет в четырех километрах к северо-востоку от города Раковник. Муниципалитет занимает площадь 2979 га.
Здесь на железнодорожной станции Лужна II, в старом локомотивном депо, расположен музей железнодорожной техники с большой коллекцией подвижного состава: паровозы, тепловозы, вагоны. Среди прочих экспонатов здесь выставлены тепловоз ЧМЭ2 и тепловоз ЧМЭ3.